# Widziałem słońce
Widziałem słońce (tur. Güneşi Gördüm) – turecki dramat filmowy z 2009 roku w reżyserii Mahsuna Kirmizigüla.

## Opis fabuły
Akcja filmu rozgrywa się współcześnie w południowo-wschodniej Turcji. Rodzina Altun mieszka w górskiej wiosce, gdzie od 25 lat toczy się wojna Kurdów z państwem tureckim. Kiedy działania wojenne przybierają na sile, rodzina decyduje się przenieść do Stambułu. Część rodziny z Haydarem i Isą pozostaje w Stambule, Davut wraz z częścią rodziny emigruje do Norwegii, korzystając z pomocy przemytników. Tam pracują w supermarkecie. Ich syn zaprzyjaźnia się ze środowiskiem transwestytów, pod wpływem których zmienia dotychczasowe poglądy na życie. Dla rodziny Haydara jego zachowanie jest powodem do wstydu.

## Obsada
- Mahsun Kırmızıgül jako Ramo
- Cemal Toktaş jako Kadri
- Yıldız Kültür jako Pakize
- Sarp Apak jako Ahmet
- Buğra Gülsoy jako Berat
- Ali Sürmeli jako Nedim
- Altan Erkekli jako Davut
- Demet Evgar jako Havar
- Itır Esen jako lekarz
- Zafer Ergin jako Albay
- Emre Kınay jako Musto
- Murat Ünalmış jako Mamo
- Deniz Oral jako Tansu
- Hande Subaşı jako Zehra
- Alper Kul jako Serhat
- Nurseli İdiz

## Nagrody i nominacje
Międzynarodowy Festiwal Filmowy w Singapurze
- Silver Screen − najlepszy film azjatycki
- Nagroda Jury Ekumenicznego − Semih Kaplanoğlu

Międzynarodowy Festiwal Filmowy w Tokio
- nagroda dla najlepszego filmu azjatyckiego

Międzynarodowy Festiwal Filmowy w Santa Barbara
- nagroda dla najlepszego filmu azjatyckiego

Film został wyselekcjonowany jako turecki kandydat do nagrody Amerykańskiej Akademii Filmowej w kategorii najlepszego filmu nieanglojęzycznego, ale nie uzyskał nominacji.